# Christiane Saint-Pierre
Pour les articles homonymes, voir Saint-Pierre.
Christiane Saint-Pierre est une professeure, une écrivaine et une dramaturge acadienne d'origine québécoise, née en 1949 à Cap-de-la-Madeleine, au Québec (Canada).

## Biographie
Christiane Saint-Pierre naît le 27 juillet 1949 à Cap-de-la-Madeleine, désormais un quartier de Trois-Rivières, au Québec. Elle fréquente l'Université du Québec à Trois-Rivières, où elle obtient un baccalauréat en littérature québécoise en 1976 et une maîtrise en études littéraires en 1985. Elle travaille dans le milieu culturel de Trois-Rivières en 1976 à 1980, lorsqu'elle déménage à Caraquet, au Nouveau-Brunswick. Elle est professeure de français et de littérature au campus de l'Université de Moncton dans la ville voisine de Shippagan jusqu'à sa retraite en 2009.
Son recueil de contes et de nouvelles Sur les pas de la mer (1986) lui vaut le prix France-Acadie. Une femme est au centre de chaque histoire. Absente pour la journée (1989), à mi-chemin entre le conte merveilleux et le roman réaliste, met en scène un personnage racontant ses aventures aux gens de son village.
Ses premiers spectacles de marionnettes sont écrits entre 1969 et 1970 pour le service des loisirs de Trois-Rivières. Ce n'est qu'en 1991 qu'elle écrit une autre pièce pour enfants, Mon Cœur à mal aux dents, mise en scène par le théâtre l'Escaouette de Moncton. La pièce explique la séparation aux enfants. Des sessions d'improvisation avec Bertrand Dugas donnent naissance à la pièce Hubert ou comment l'homme devient rose, un long monologue humoristique sur un homme ayant quitté sa femme mais étant à nouveau en couple.